# 朗梅兰
朗梅兰（法語：Lanmérin，法語發音：[lɑ̃meʁɛ̃] ⓘ）是法国阿摩尔滨海省的一个市镇，位于该省西北部，属于拉尼永区。

## 地理
朗梅兰（48°44'29"N, 3°20'59"W）面积4.15 平方千米，位于法国布列塔尼大區阿摩尔滨海省，该省份为法国西北部沿海省份，位于布列塔尼半岛北部，北濒大西洋英吉利海峡，西接菲尼斯泰尔省，南至莫尔比昂省，东临伊勒-维莱讷省。
与朗梅兰接壤的市镇（或旧市镇、城区）包括：科阿特雷旺、朗戈阿特、康佩尔旺、罗斯佩兹、特雷泽尼。

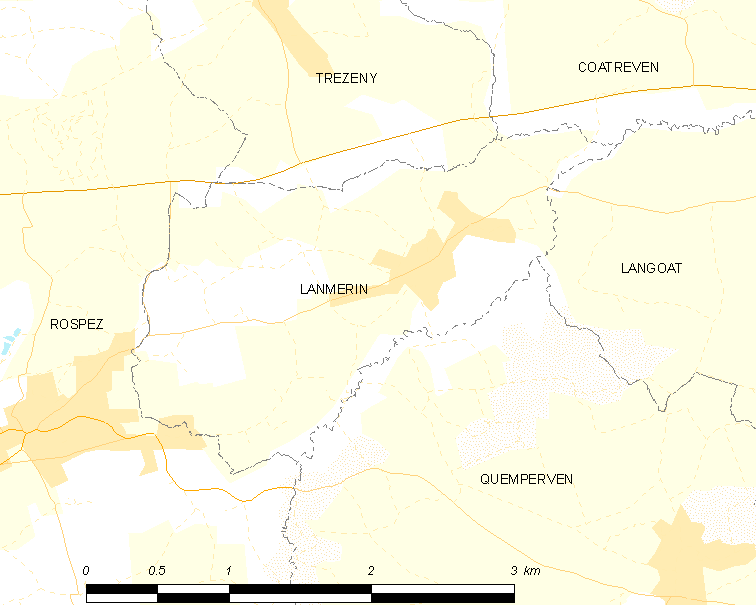
朗梅兰的OSM定位图

朗梅兰的时区为UTC+01:00、UTC+02:00（夏令时）。

## 行政
朗梅兰的邮政编码为22300，INSEE市镇编码为22110。

## 政治
朗梅兰所属的省级选区为特雷吉耶县。

## 人口

1962-2008年间朗梅兰人口变化图示

朗梅兰于2022年1月1日时的人口数量为573人。